# Horányi Juli

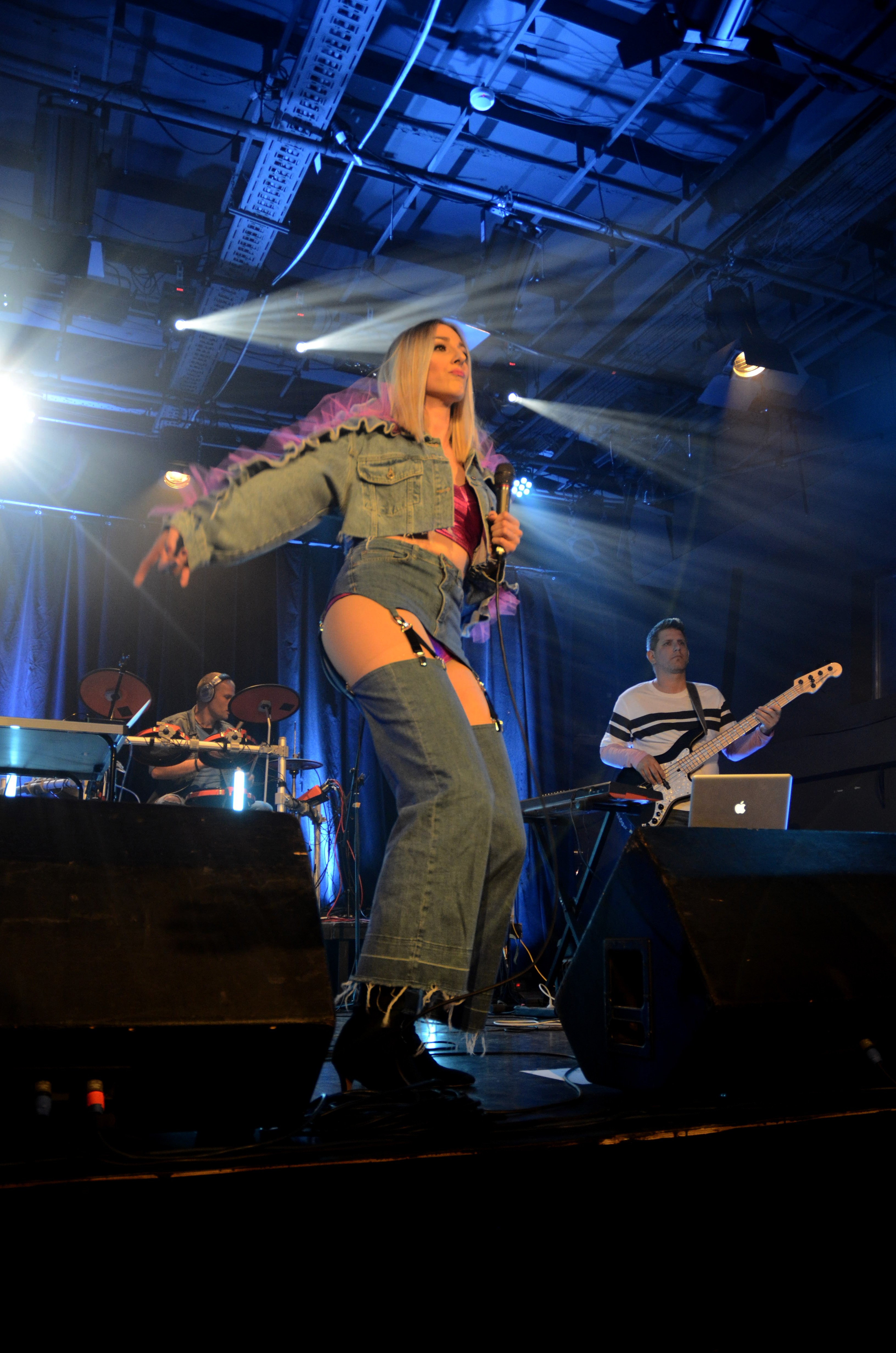
YOULI a TRIP Hajón (2019)

Horányi Juli (Budapest, 1985. március 26.–) magyar énekesnő, dalszerző az X-Faktor ötödik évadának második helyezettje.

## 1985–2009: Gyermekkor, iskolás évek
Egedi Edit és Horányi László egyedüli gyermekeként született. Édesanyja jelmeztervezéssel foglalkozott, Édesapja Jászai-díjas színész és az Esztergomi Várszínház alapítója, vezetője. Édesanyja korán felfigyelt lánya muzikalitására, Juli 3 éves korában már dalocskákat költött, melyeket elénekelgetett. 7 éves korában szülei elvitték a Weiner Leó Zeneiskolába, ahová rögtön felvételt nyert, így elkezdett zongorázni tanulni, valamint szolfézst és éneklést. Mellette beíratták a Budapesti Énekes Iskolába, ahol Bubnó Tamás vezetésével a gyermekkórus tagjaként énekelt. Itt ismerte meg jelenlegi zenekarának oszlopos tagját, a gitáros-énekes Bubnó Lőrincet. Zenei képzése 14 éves koráig tartott, ekkor a gimnázium megkezdésével félbemaradtak a zeneiskolai tanulmányok. A Pesti Barnabás Gimnázium irodalom-dráma tagozatának diákjaként Juli rendszeresen lépett fel az iskolai vizsgákon, ahol énekelt és színészmesterséget gyakorolt. A gimnázium mellett magánénekórákon folytatta hangjának és énektechnikájának fejlesztését. 
Az érettségi után beiratkozott a Dekoratőr Iskolába, mert nagyon jó kézügyességgel és rajztudással rendelkezett. Innentől fogva, néhány éven keresztül háttérbe szorult a zenélés és helyét átvették a képzőművészeti tanulmányok. A Dekoratőr Iskolában ugyan alkalomszerűen énekelt a Fáradt Olaj zenekarban,  ahol a zenekari tagok az iskola tanárai voltak, az énekesnők pedig a diákok közül választódtak ki. Juli itt ismerte meg Katona Zsombori Évát “ÍV”-et, akivel később lánytriót alapítottak Plüsss néven. A Dekoratőr Iskola után Kaposvárra költözött, ahol elvégezte az ottani egyetem Látványtervező szakát, díszlet-jelmeztervezőkén diplomázott 2009-ben. A szakmában el is kezdett dolgozni, többek között a Maladype Színháznak tervezett jelmezeket, dolgozott együtt a Szegedi Kortárs Balett vezetőjével, Juronics Tamással, valamint a Miskolci Nemzeti Színházban Szőcs Artúr rendezővel. Egy alkalommal a Vígszínházban is tervezett és a Pesti Színház egyik előadásának jelmezeit. 2012-ben elnyerte a Poszt-on a Látványtér kiállítás közönség szavazati alapján az “Év Jelmeztervezője” díjat is.

## 2009–2015: A karrier kezdete
Juli, diplomája megszerzése után rögtön belefogott zenei karrierjének építésébe, mert rájött, hogy életéből nagyon hiányzik a zene és szeretett volna visszatérni a kezdeti tervei megvalósításához. Ekkor kereste meg Katona Zsombori Éva “ÍV” az ötlettel, hogy alapítsanak lánytriót. Harmadik tagként Halász Nóra volt jelen az együttesben, így megalakult a Plüsss. A három női hangra épülő, finom, bársonyos hangzású trió készített néhány feldolgozást, majd rövid működés után feloszlottak, mert Évi és Juli is más irányba kezdtek építkezni. Évi “ValamiZsuzsi” néven szólókarrier építésébe fogott, Juli pedig találkozott Álmos Gergellyel, akivel létrehozták a Mïus duót. Még a Mïus megalakulása előtt JULIE THE BLUE néven készített egy kislemezt az akkor Berlinben élő zenésszel, Csordás Gáborral. A nu jazz hangzású, finom elektronikával kiegészített dalokra a New York-i Giantstep oldal is felfigyelt, megválasztották a formációt 2012 október felfedezettjének.
Miután Juli találkozott Álmos Gergellyel, lezárta a Julie projektet és megalapították a Mïus duót. A duó egy kislemezt /World is Changing/ és két nagy lemezt /Behind The Line, Tessellation/ jelentetett meg szerzői kiadásban, valamint az összes jelentős hazai klubban koncerteztek. Felléptek az A38 hajón, a Toldi moziban, a Trafóban, több vidéki koncertjük is volt. Klipjeikkel és sajátos hangzású zenei világukkal stabil közönséget építettek ki a 3 éves működésük alatt.
2014-ben azonban Juli egy tehetségkutató műsorban való szereplése után kivált a zenekarból, utolsó fellépése a Mïus-ban 2015 év elején volt az Akvárium Nagyhalljában, teltház előtt, a Lamb előzenekara-ként.

## A YOULÏ születése
A tehetségkutató műsor vége után Juli művésznevet vett fel a YOULÏ formájában, amivel nem csak magát, hanem a mindig aktuális, session zenészekből álló zenekarát is jelzi. A YOU szó a zenét befogadóra utal, egyben pedig helyesen JULI-nak kell ejteni. 
2017 mérföldkő volt a YOULÏ történetében, mert a produkció bejutott a Hangfoglaló Program felfedezettjei közé, ezzel lehetőséget kapva arra, hogy elkészítse első lemezét. Az albumról megjelenő, első dal a "Mi van veled?" premierje szeptember 6-án volt a Petőfi Rádióban, a lemez pedig szeptember 21-én jelent meg. 2018-ban a lemez egyik dala a Better Than Me egy amerikai zenei szövetség által meg lett választva 2018. Április legjobb dalának. Ehhez a dalhoz az Absolut, svéd cég, hazai képviseletének támogatásával egy videoklip és a klipmegjelenéshez egy kisebb videokampány is készült, melynek célja az volt, hogy felhívják a figyelmet a kritizálás lélekromboló hatásaira és hogy beszélgetést indítsanak a témában. A kampányhoz több ismert és kevésbé ismert művészt kértek fel, hogy kis videókban meséljék el történetüket az őket ért fájó kritikákkal kapcsolatban. A videókampányban többek között részt vett Csalár Bence, stylst és divatszakember, Lovas Rozi színésznő, Szilágyi Csenge színésznő, Szkiba Zsuzska pozitív testkép & önbizalom mentor, mellettük zenészek és maga Horányi Juli is. 2018 őszén elkezdődtek a második lemez munkálatai, mely 2019 tavaszán jelent meg. Az angol nyelvű elektro-pop album bemutatója, a Tavaszi Fesztivál programjaként került megrendezésre, 2019. Április 5.-én a budapesti TRIP Hajón. A lemezen 8 saját szerzemény hallható, ezek közül az egyik dal mely a Jewel In The Crown címet kapta, a hazai chill és elektronikus zenei szcéna egyik jelentős zenei producerével Zoohackerrel /alias Palásty Kovács Zoltán/ való kooperálás eredménye. A nagyközönség Zoohackert a Fábián Juli & Zoohacker formációból ismeri, a dallal Horányi Juli emléket is kívánt állítani a fiatalon, tragikusan elhunyt énekesnőnek Fábián Julinak, akire mentoraként és egyik példaképeként tekintett.

## Boldogság… színházi előadás Cserháti Zsuzsa emlékére
Juli nagy tisztelője és rajongója Cserháti Zsuzsának, s szeretett volna emléket állítani az énekesnőnek, ezért Dénes Viktor rendezőt felkérve, közösen létrehozták a Boldogság… című színházi előadást, mellyel tisztelegnek az énekesnő előtt és elsőként mutatták be élettörténetét, egy sajátos színházi forma, a dokumentarista színház és a koncert eszközeivel. Az előadás azért különleges, mert korábban senki nem mutatta be az énekesnő pályáját, történetét színpadon, és formailag is új műfajt teremtett. A darabban két színész, Märcz Fruzsina és Ágoston Péter szereplésével jelennek meg a Cserháti Zsuzsa életében meghatározó személyek, mint Charlie, Eperjes Károly, Szirtes Krisztián, Zsuzsa fia és maga az énekesnő is. A legismertebb slágereket pedig Juli előadásában hallhatja a közönség, élő, zenekari kísérettel. A zenekar egyik állandó tagja Miklós Milán, aki Miklós Tibor fia. Ez azért különleges, mert a darab egyik kultikus dalának a 'Boldogság gyere haza' című slágernek a szövegét Milán Édesapja írta, aki jó barátja volt az énekesnőnek és kitartott mellette azokban az években is, amikor mellőzve volt. Többek között Miklós Tibor volt az, aki ebben az időszakbak is segített neki dalokat készíteni és szövegeket is írt számára.
A darab 2017 júliusában került bemutatásra az Esztergomi Várszínházban, ezután 2017 novemberében került az Átrium Filmszínházba, ahol a budapesti közönség is nagy szeretettel fogadta az előadást. Egy évvel később a darab egy kecskeméti vendégjáték során is látható volt, valamint az Újpesti József Attila Művelődési Központban, illetve az Orfeum is kétszer műsorára tűzte. Mind a négy alkalommal teltház előtt, nagy sikerrel szerepelt az előadás.

## Magánélete
Férje Dénes Viktor színművész, akivel 2020-ban kötött házasságot.

## Diszkográfia

### Nagylemezek
| Év   | Cím   | Kiadó          |
| ---- | ----- | -------------- |
| 2017 | YOULÏ | Gold Record    |
| 2019 | MOVE  | Szerzői kiadás |

### EP
| Év   | Cím                                    | Kiadó       |
| ---- | -------------------------------------- | ----------- |
| 2015 | Freedom of Love / Szerelemtől szabadon | Gold Record |
| 2016 | 1956                                   | Gold Record |

### Kislemezek
| Év   | Cím                          | Kiadó        |
| ---- | ---------------------------- | ------------ |
| 2015 | Electrical                   | Hungarosound |
| 2016 | Holdutazás                   | Gold Record  |
| 2016 | Catch Me (ÍV-vel)            | Gold Record  |
| 2016 | Wake Up!                     | Gold Record  |
| 2017 | Aranyszárnyú (Lotfi Begivel) | Gold Record  |
| 2018 | Better Than Me               | Gold Record  |

### Videóklipek
- 2011 – World is changing (mïus)
- 2012 – The Blue (JULIE)
- 2012 – Slip away (mïus)
- 2013 – Hold on (mïus)
- 2014 – Such is life (mïus)
- 2015 – Migrant (mïus)
- 2015 – Tomorrow (mïus)
- 2015 – Electrical
- 2015 – Szerelemtől Szabadon
- 2015 – Freedom of Love
- 2016 – Honvágydal
- 2016 – Wake Up!
- 2016 – Catch Me (Ív X Youli)
- 2017 – Us
- 2017 – Deep Waters
- 2017 – Lakat
- 2017 – Mi van veled?
- 2018 – Better Than Me
- 2019 – Move Your Body
- 2019 – Au Revoir
- 2020 – See You Next Time
- 2020 – Szeretni kell
- 2020 – Holnap
- 2020 – A legjobb

## Szerepek
- István, a király jubileumi előadás (2023)-Gizella